# Octomeria ouropretana
Octomeria ouropretana är en orkidéart som beskrevs av H.Barbosa. Octomeria ouropretana ingår i släktet Octomeria och familjen orkidéer. Inga underarter finns listade i Catalogue of Life.